# يانغ هاي جي
يانغ هاي جي (بالكورية: 양혜지)‏ ولدت في 20 يناير 1996 في كوريا الجنوبية. هي ممثلة كورية جنوبية.

## فيلموغرافيا

### مسلسلات تلفزيونية
| عام  | عنوان                                         | الدور       | Ref.   |
| ---- | --------------------------------------------- | ----------- | ------ |
| 2016 | سحق السرية: الموسم 2                          | يانغ هاي-جي | [ 3 ]  |
| 2017 | سحق السرية: الموسم 3                          | يانغ هاي-جي | [ 4 ]  |
| 2017 | سحق السرية: الاصدار الخاص                     | يانغ هاي-جي | [ 5 ]  |
| 2017 | مسرح الدراما الموسم الأول: تاريخ المشي منتصباً | جا-قون      | [ 6 ]  |
| 2018 | الابن الثري                                   | سيو هي      | [ 7 ]  |
| 2018 | عزيزتي الغرفة                                 | سون-يونغ    | [ 8 ]  |
| 2019 | حب فاشل                                       | لي سي-وون   | [ 9 ]  |
| 2019 | قظية كبيرة                                    | مون بو-يونغ | [ 10 ] |
| 2020 | عندما يكون الطقس جيدًا                         | جي اون-شيل  | [ 11 ] |
| 2020 | تشغيل                                         | جي سو-هيون  | [ 12 ] |
| 2021 | مع ذلك                                        | اوه بيت-نا  | [ 13 ] |
| 2023 | العائد                                        | باك سي-مي   | [ 14 ] |
| 2023 | منزل جميل 2                                   | يي-سيول     | [ 15 ] |
| 2024 | عالم رائع                                     | سو-جين      | سو-جين |
| 2024 | ممحاة الذاكرة سيئة                            | ساي يان     | [ 17 ] |
| 2024 | عائلة حديدية                                  | تشا -ريم    | [ 18 ] |

### مسلسلات ويب
| عام  | عنوان                        | الدور    | المراجع |
| ---- | ---------------------------- | -------- | ------- |
| 2024 | العلامة التجارية في سيونغ-هو | دو يو-مي | [ 19 ]  |

## روابط خارجية
- يانغ هاي جي على موقع IMDb (الإنجليزية)
- يانغ هاي جي على موقع قاعدة بيانات الفيلم (الإنجليزية)